# چری گروو (مینه‌سوتا)
چری گروو (به انگلیسی: Cherry Grove) یک منطقهٔ مسکونی در ایالات متحده آمریکا است که در شهرستان فیلمور، مینه‌سوتا واقع شده‌است. چری گروو ۱۰۰ نفر جمعیت دارد و ۴۰۳٫۸۶ متر بالاتر از سطح دریا واقع شده‌است.